# 如果我们的语言是威士忌
《如果我们的语言是威士忌》，是日本作家村上春樹的一本游记，基于发表在日本杂志Suntory Watery第55期和第56期上的文章,於1999年12月15日由日本平凡社發行出版。
本游记以威士忌为主题，讲述了村上春树在苏格兰艾拉岛和爱尔兰的其他地区参观本地威酿酒厂的故事。书籍附带有很多彩色照片，拍摄者是同行的村上春树的夫人村上阳子。

## 名句
“如果我们的语言是威士忌，当然，应该就不必这么辛苦了。只要我默默递出酒杯，你接过，静静送入喉咙里，事情就完成了。非常简单，非常亲密，非常准确”